# Sadagolthina
Sadagolthina est une cité antique de Cappadoce mentionnée notamment par Philostorge dans son Histoire ecclésiastique.
Philostorge nomme la bourgade de Sadagolthina comme pays d'origine des aïeux d'Ulfila, le célèbre évêque des Goths au IVe siècle. Ses grands-parents avaient été enlevés lors de la terrible invasion gothique qui ravagea l'Asie mineure, sous l'empereur romain Valérien.
La cité est située à proximité de l'actuel village turc de Karamollauşağı, près du lac Tuz.